# Никулкина (приток Большого Покура)
Никулкина — река в России, протекает по Нижневартовскому району Ханты-Мансийского АО. Устье реки находится в 41 км по правому берегу реки Большой Покур. Длина реки составляет 15 км.

## Данные водного реестра
По данным государственного водного реестра России относится к Верхнеобскому бассейновому округу, водохозяйственный участок реки — Обь от впадения реки Вах до города Нефтеюганск, речной подбассейн реки — Обь ниже Ваха до впадения Иртыша. Речной бассейн реки — (Верхняя) Обь до впадения Иртыша.
Код объекта в государственном водном реестре — 13011100112115200041931.